# Bommanagi, Bagalkot
Bommanagi là một làng thuộc tehsil Bagalkot, huyện Bagalkot, bang Karnataka, Ấn Độ.